# Muzaka
Muzaka (på svenska även muzakarna) var en albansk adelsfamilj under medeltiden som styrde centrala Albanien.
Muzaka-familjen omnämns första gången på 1090-talet av historikern Anna Komnena.
Teodor II Muzaka stupade i slaget vid Kosovo Polje och änkan Komita Muzaka, som ursprungligen kom ifrån den albanska adelsfamiljen Balsha, fick styra över staden Berat. Efter hennes död 1396 gick styret till dottern Rugina Balsha som behöll staden ända fram till 1417, då det tillföll i osmanernas herravälde och hon tvingades att fly till den grekiska ön Korfu.
Muzakarna kom att bli sultanens vasaller men de behöll en viss kontakt med staten Venedig. Många konverterade till islam och uppnådde en hög position inom den osmanska armén.
Johan Muzaka, som också kom från Muzakafamiljen, kämpade emot den osmanska armén tillsammans med Skanderbeg men flydde 1474 till Kungariket Neapel och skrev 1510 ett historiskt verk om familjen Muzaka.